# Kotlina Sarykamyska
Kotlina Sarykamyska, Zapadlisko Sarykamyskie (turkm.: Sarygamyş; uzb.: Sariqamish botig'i; ros.: Сарыкамышская впадина, Sarykamyszskaja wpadina; Сарыкамышская котловина, Sarykamyszskaja kotłowina) – bezodpływowe obniżenie w Turkmenistanie i Uzbekistanie, na południowy zachód od Jeziora Aralskiego, na granicy pustyni Kara-kum i płaskowyżu Ustiurt. 
Najniżej położony punkt znajduje się na wysokości 38 m p.p.m. Zapadlisko rozciąga się na długości ok. 125 km i szerokości do 90 km. W centralnej części obniżenia znajduje się Jezioro Sarykamyskie. Posiada kształt płaskiej, owalnej misy, która pokryta jest sołonczakami i piaskiem. W historii geologicznej była wielokrotnie zalewana wodami rzecznymi i tworzyły się w niej, a następnie zanikały jeziora.